# Museo del Calzado
El Museo del Calzado «José María Amat Amer», situado en la ciudad de Elda (Alicante) España. Es uno de los principales museos de Europa relacionados con la temática del calzado. Aunque fue constituido como tal en 1992, su actuales instalaciones fueron inauguradas el 4 de febrero de 1999 por Elena de Borbón. Está ubicado en los terrenos de lo que fue la Feria Internacional del Calzado, y que fue fundado en 1992. El museo cuenta con un importante respaldo del Ayuntamiento. Se constituyó la Fundación Museo del Calzado, que regida por un Patronato, que preside el alcalde o la alcaldesa de la ciudad, están representadas todas las Instituciones del sector zapatero (la Fundación FICIA, FICE e INESCOP), la Consejería de Cultura y Deporte, la Consejería de Industria y Comercio, la Diputación de Alicante, empresas que aporten fondos a los fines de la Fundación, y el fundador del museo, José María Amat Amer, que en la actualidad ostenta el título de director honorífico de la Institución.
El museo del calzado es único en su género. Su importancia estriba en que recoge toda la historia del calzado, con un gran número de muestras tanto de calzado como de maquinaria dedicada al proceso de producción del mismo, pero también de la industria auxiliar, destacando una amplia sección para la fabricación de la horma. Desde el Museo del Calzado se realizan actividades tendentes a potenciar el calzado español de calidad, destacando el "Premio a la mujer Mejor Calzada de España" sobre el zapato femenino, que se entrega anualmente. También se realizan múltiples exposiciones itinerantes con asistencia a ferias del sector.

## Historia del Museo
Durante muchos años, la creación y puesta a punto de un Museo del Calzado en Elda fue reivindicado por personas, empresas e instituciones del sector zapatero, también por algunos medios de comunicación, locales y provinciales. Cuando se construyó el edificio que contendría las Ferias del Calzado en Elda, una parte de dicha edificación iba a ser destinada a sede del museo, pero fue en 1969 cuando se produce el primer intento serio para dotar a la industria zapatera de un museo del calzado, pero la idea no llegó a cuajar.  Tanto desde FICIA como desde otras instituciones zapateras o desde la escuela sindical de Formación Profesional, trataron de recopilar objetos relacionados con la actividad zapatera pero, uno tras otros, aquellos proyectos para dotar a la industria del calzado de España de un centro cultural que resaltase los valores del zapato español y custodiase las máquinas, zapatos, herramientas, documentos y enseres relacionados, no llegaron a alcanzar sus fines. Fue al final de la década de los años 80 del siglo XX, cuando el Museo del Calzado lograría sus objetivos.  

### Los primeros pasos
La puesta en marcha definitiva de lo que sería el museo del Calzado se inició en 1988 coincidiendo con el cierre de una de las empresas más antiguas de la comarca, "Calzados Luvi" en Petrel; esta industria tenía la tecnología más desarrollada de la primera parte del siglo XX, entre otros valiosos archivos y zapatos. El profesor de Tecnología de la Piel con sus alumnos, como trabajos extraescolares, realizarían una amplia labor de catalogación sentando las bases de lo que sería una amplia colección museográfica que implicaría a otros profesores del área, dando paso a la creación de la Fundación Cultural que daría soporte legal al proyecto. Cuando trascendió la idea fundacional, las aportaciones fueron masivas y llegaban objetos, zapatos o máquinas de toda las partes del país. Se visitarían también otras zonas zapateras para recuperar aquello que fuese representativo de la industria de fabricación de calzados en cada una de las provincias con tradición de calzado.

### La Fundación Museo del Calzado
La primera aportación económica vino de la Caja de Ahorros Provincial de Alicante CAPA, a la que se unió otra de la Consellería de Educación. Se formó un Consejo Asesor para hacer realidad el Museo, integrado por la Caja de ahorros, el Ayuntamiento de Elda y el fundador. De aquel Consejo Asesor se pasó a la creación de una Fundación llamada Fundación Cultural Privada Museo del Calzado, firmándose la escritura el 15 de enero de 1992. La Fundación estaba compuesta de la siguiente forma: presidente, el alcalde del Excmo. Ayuntamiento de Elda; vicepresidente primero, el presidente de la Caja de Ahorros Provincial de Alicante; vicepresidente segundo, el decano del Colegio de Ingenieros Técnico de Alicante y José María Amat Amer como fundador del museo.

### Inauguración del Museo
El 12 de diciembre de 1992, con la presencia del Conseller de Educación y Cultura de la Generalidad Valenciana, quedó inaugurado el Museo del Calzado en los antiguos comedores y cocinas del Instituto de formación profesional La Torreta de Elda; a partir de ahí el Museo sería ampliamente visitado por colectivos de diferentes procedencias y naturalmente por colegios de prácticamente toda la Comunidad, el Museo pasó a convertirse en un instrumento de investigación y consulta.

### El taller para calzado a medida
En 1993, se creó un taller para realizar calzados para pies con malformaciones y deformaciones, una labor social que hasta ese momento estaba en manos de profesionales artesanos que lo realizaban sin seguridad de continuidad, se elaboraron unos programas y las clases fueron impartidas por expertos profesionales zapateros y podólogos.

### Se crean los premios a los trabajadores y la Semana de la Artesanía
En este año 1993, se comienza a participar en las Ferias del sector y también se instituyen los premios anuales a toda una labor profesional, otorgados a ancianos que se han distinguido en el pasado por su buen hacer en favor del calzado o de su industria, dentro de la Semana de la Artesanía.

### El Museo comienza a ser reconocido
El 24 de marzo de 1994, el Museo del Calzado fue reconocido oficialmente por la Consellería de Educación y Cultura, publicación realizada en el Diario Oficial de la Generalidad Valenciana. En mayo en 1994, los representantes políticos y del sector zapatero deciden construir un edificio que albergase al Museo del Calzado y que estaría ubicado en los solares de lo que fue en su día la Feria Internacional del Calzado.
El 17 de junio de 1994, la Cámara de Comercio, Industria y Navegación de Alicante entregó al director del Museo del Calzado un diploma acreditativo de la labor desarrollada por el Museo en favor de la Artesanía del Calzado.
El 23 de febrero de 2000, el diario Información de Alicante concede el premio Importante al museo del Calzado, por el logro de haberse creado un Museo de una de las industrias más representativas del tejido industrial alicantino.

### Los premios nacionales de calzado artesano
Durante los años 1994 y 1995, se crearon los Premios Nacionales de Artesanía en el Calzado, que estaban dotados económicamente.

### Inscripción en el registro de Fundaciones
El 22 de mayo de 1995 la Diputación Provincial de Alicante se integra como Patrono en la Fundación, que quedó inscrita en el Registro de Fundaciones Privadas de la Consellería.

### Apoyo a los Ciclos de Calzado
En enero de 1996, el Museo del Calzado firma un acuerdo con la Consellería de Educación para realizar un curso de apoyo a los Ciclos formativos del Calzado; también se firmó otro acuerdo el 8 de mayo de este año con IDELSA (empresa municipal) para impartir 800 horas en un curso para jóvenes con problemas de integración en el mundo laboral.

### El Monumento a los zapateros

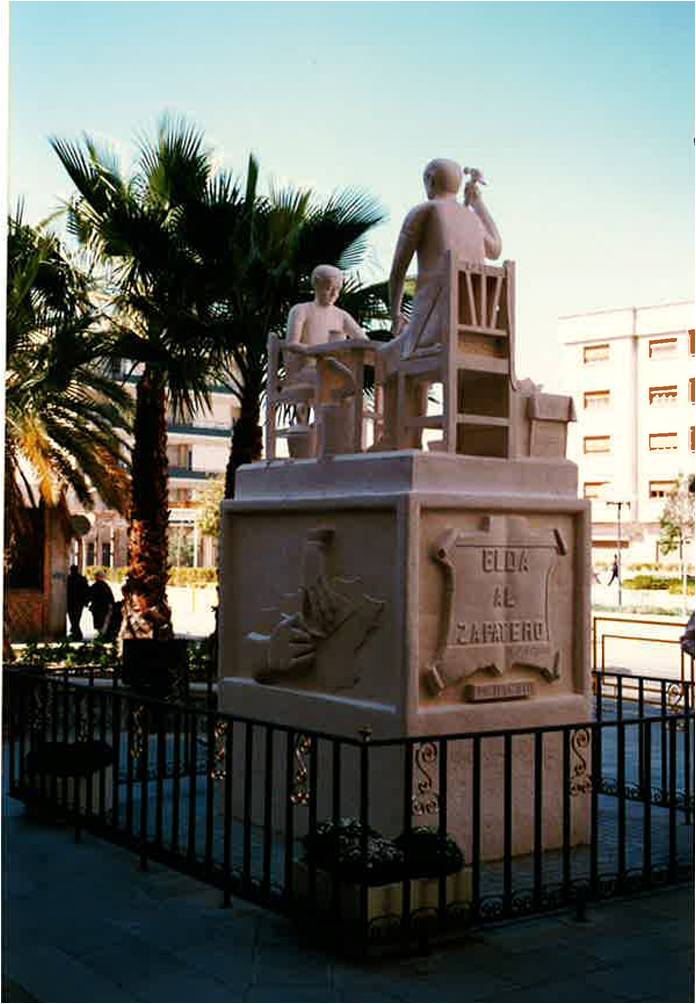
Monumento al zapatero de silla y al aprendiz

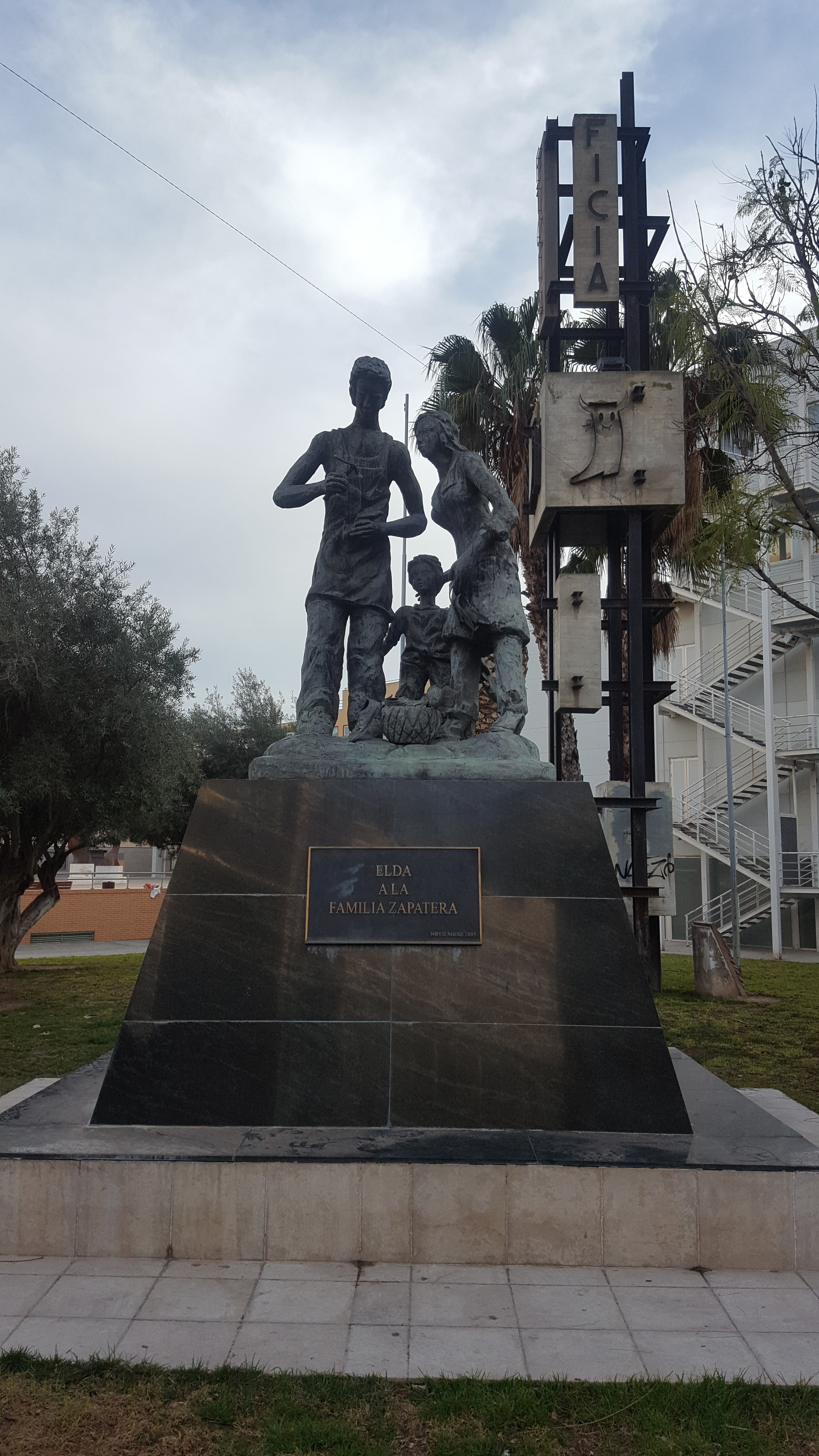
Monumento a la Familia Zapatera

En mayo de 1996 se organiza una comisión para construir un Monumento al Zapatero que el museo del Calzado gestiona con un escultor eldense afincado en Menorca; el monumento sería inaugurado en marzo de 1998.
En marzo de 2005, el museo del Calzado inicia la gestión para levantar un Monumento a la Familia Zapatera en Elda. En este nuevo monumento intervendrán industriales de la zona y no exclusivamente del calzado; el 24 de noviembre quedó inaugurado en el jardín frente a la entrada principal del Museo, interviniendo la banda de música municipal "Santa Cecilia" y la Coral Santos Patronos, acto que estuvo precedido de una ofrenda floral a cargo de la Asociación Cultural San Crispín y San Crispiniano y de dos destacadas personalidades de la industria del calzado de México que se sumaron al homenaje en representación de los trabajadores de su país. Hizo el ofrecimiento del monumento el director del museo y cerró el acto el alcalde de la ciudad.

### La Consejería de Cultura entra en la Fundación
El 7 de abril de 1997, la Consejería de Cultura, Educación y Ciencia se integra en el Patronato del Museo y se modifican los estatutos para otorgarle la vicepresidencia primera.

### Premio periodístico "Luis García Berlanga"
En 1997, el director de cine Luis García Berlanga entra en contacto con el director del museo y se instaura el Premio Periodístico Luis García Berlanga.

### El Museo Julio Vibot
En el otoño de 1998, el Museo privado de Calzados de Julio Vibot, instalado en Palencia, pasa a formar parte de los fondos del Museo del Calzado de Elda.

### La inauguración de la nueva sede
El 4 de febrero de 1999, la infanta Elena de Borbón inauguró oficialmente las instalaciones del Museo del Calzado. Al acto acuden representantes políticos autonómicos, provinciales y locales, además de los representantes del sector.

### Premio a la mujer Mejor Calzada de España

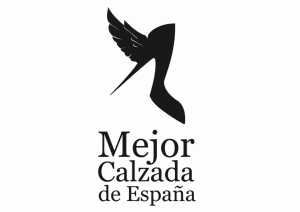

En el verano de 1999, tras las conversaciones mantenidas entre el maestro Luis García Berlanga y el fundador del museo del calzado José María Amat se instaura el Premio a la Mujer Mejor Calzada de España, premio que se otorgaría con carácter anual y sin dotación económica. El 16 de junio de 2017 y con motivo de la gala para la entrega del galardón a la "Mujer Mejor Calzada 2016", se realizó un homenaje al creador del premio y fundador del Museo del Calzado, José María Amat Amer, y a los impulsores de este evento, Luis García Berlanga (a título póstumo) y Joaquín Planelles Guarinos.
A través de los años, el premio a la Mujer Mejor Calzada se convirtió en un referente más para la ciudad y su industria y, en marzo de 2025, la céntrica calle Dahellos se renombró con una segunda referencia, “Bulevar de la Mujer Mejor Calzada de España”, una idea que ya se propuso en 2017 y que, ocho años después, el Ayuntamiento de la ciudad la asumió y llevó a efecto.

### Nuevos patronos
En febrero de 2000 integran nuevos Patronos a la Fundación, en este caso serían la Consellería de Industria y Comercio, el IMPIVA, FICE Vinalopó e INESCOP.

### Fascículos coleccionables
En marzo de 2000 se firma un convenio de colaboración para la publicación de un coleccionable con la empresa Planeta DeAgostini, llamado Zapatos de Colección.
En el mes de septiembre de 2004, se firma un convenio de colaboración con F&G Editores para colaborar en un nuevo coleccionable sobre calzados llamado Zapatos Joya.

### Exposición en Madrid
En septiembre de 2003 se inaugura en "Casa de Vacas" del Retiro de Madrid, una exposición organizada por IFEMA en lo que se llamó Madrid vive la Moda. El Museo mostró en ese recinto una amplia colección de sus fondos y la iniciativa fue muy celebrada. También coincidente con la Feria del Calzado de ese mes, se presenta la nueva revista del Museo Calzarte, que tendrá periodicidad semestral coincidiendo con las Ferias del sector.

### El Museo y la Universidad

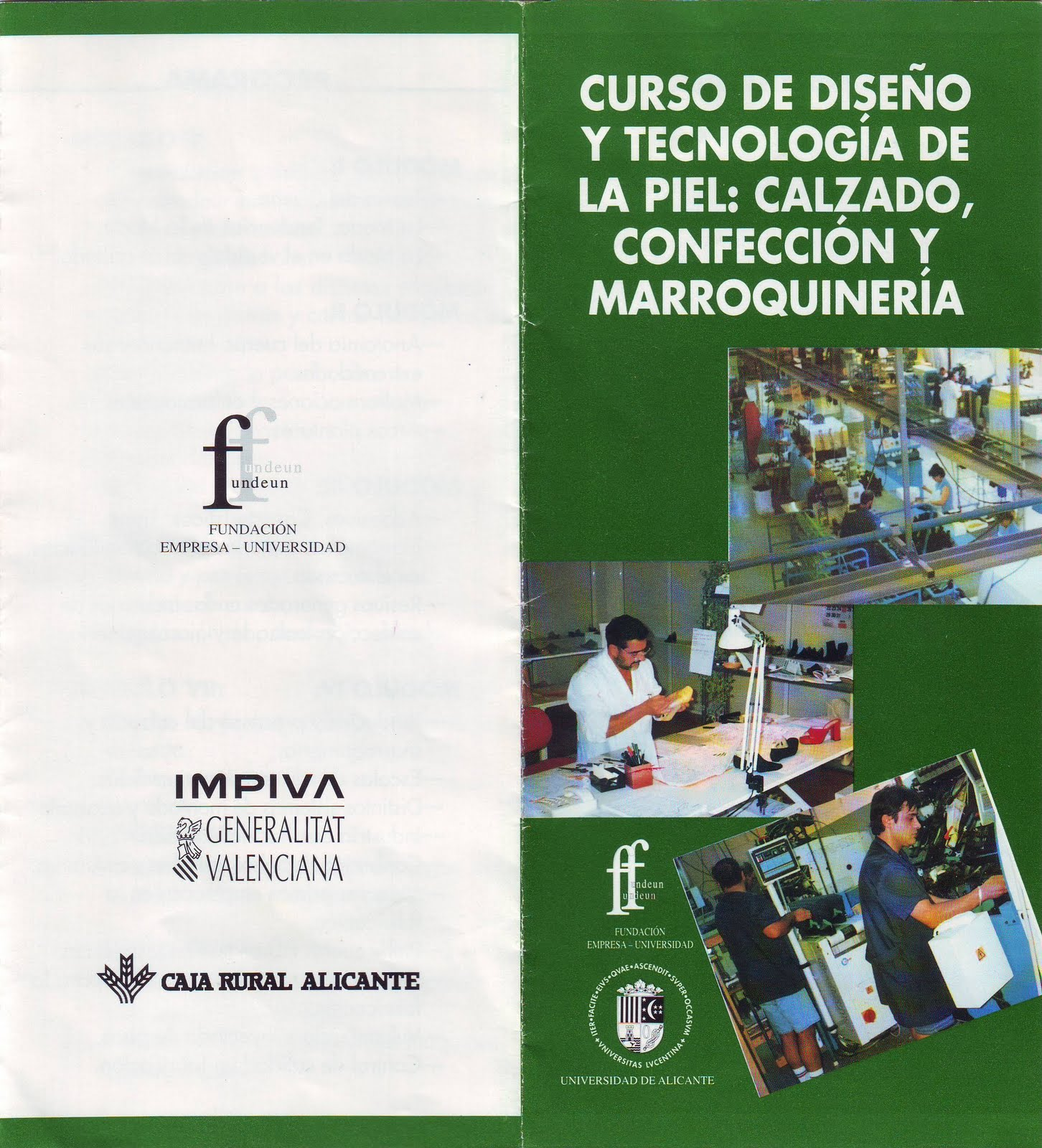
Programa de los cursos de Diseño y Tecnología del Calzado, Confección y Marroquinería

El museo del Calzado organiza un Curso superior de Tecnología del Calzado y Marroquinería, orientado a los titulados universitarios que desean incorporarse a las industrias del sector de la piel. El curso cuenta con profesorado competente y está dirigido por el director del museo que también ha elaborado los textos y apuntes del curso. Los cursos se impartirán en Fundeun (Fundación Empresa - Universidad), en el campus de la Universidad de Alicante.
Desde 2017 El CEU (Universidad Cardenal Herrera) avala la titulación de un curso de Diseño y Creación de Calzado, organizado e impartido por el Museo del Calzado y que se realiza en la sede del museo en Elda, también en Madrid y en Valencia. Estos cursos tienen por objeto lograr que los diseñadores y creativos de diversas áreas, adquieran los conocimientos necesarios para incorporarse al entorno laboral zapatero.

### Los zapatos de un santo

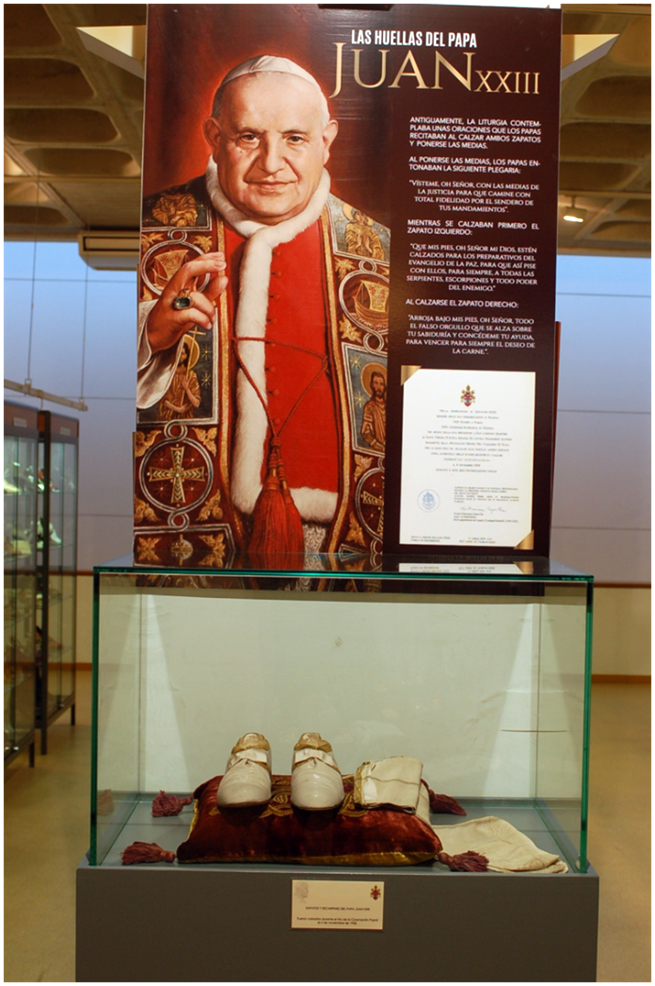
Zapatos de ceremonia y calzas que pertenecieron al Papa San Juan XXIII

El 13 de octubre de 2004, llegaron al Museo los zapatos del papa Juan XXIII (1958-1963), quizás es uno de los momentos más emocionantes de los vividos en el Museo. El obispo de la diócesis de Orihuela-Alicante Victorio Oliver Domingo se encargó de la entronización de estos zapatos que pertenecieron a este pontífice de la Iglesia Católica declarado Santo. Escarpines que calzó el 4 de noviembre de 1958 en la ceremonia de su coronación como Papa en la Plaza de San Pedro.

### Veinticinco aniversario
- Desde aquel 4 de febrero de 1999, fecha en la que se inauguró el museo del calzado en su nuevo emplazamiento en el edificio construido al efecto en los solares que ocuparan las antiguas ferias internacionales del calzado, han transcurrido 25 años en que la Casa Real marcase, con la presencia de la Infanta de España Doña Elena, una fructífera etapa que consolidaría la vocación de esta institución en defensa del prestigio del zapato español y de su industria.
- El acto conmemorativo, revestido de solemnidad, se convirtió en un emocionado homenaje a su fundador y a todos aquellos que lo hicieron posible, con especial recuerdo a los trabajadores de la industria del calzado de todos los tiempos. A la efeméride asistieron miembros del patronato de la Fundación, representantes del sector zapatero y de la industria auxiliar y el exalcalde. Juan Pascual Azorín, que ostentaba el cargo en el año de su reapertura en la actual sede definitiva, así como representantes de las diferentes asociaciones culturales de la ciudad .

### Contenido
El museo cuenta con cuatro salas de exposición permanente y una sala para exposiciones temporales.

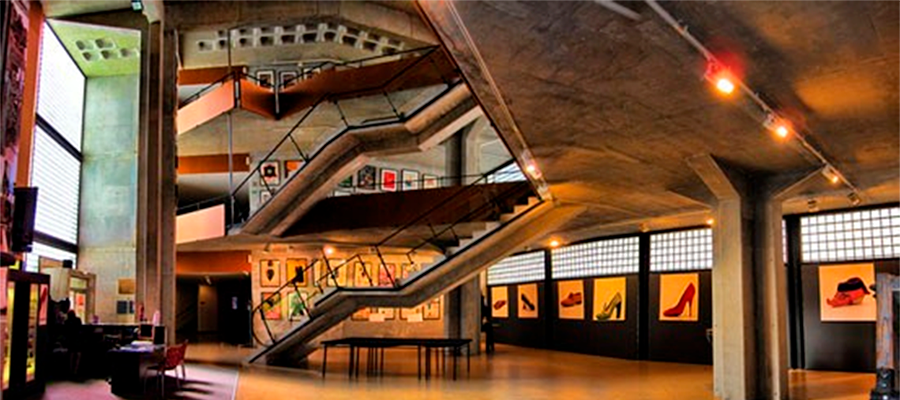
Hall de entrada al museo y zona para exposiciones temporales

- Sala primera: se exponen elementos relacionados con la mecanización de la fabricación del calzado, correspondientes a los siglos XIX y XX. Hay una colección de máquinas de coser y de aparar. La "Colección Aguado" formada por una amplia representación de máquinas y utensilios de la fabricación de la horma.

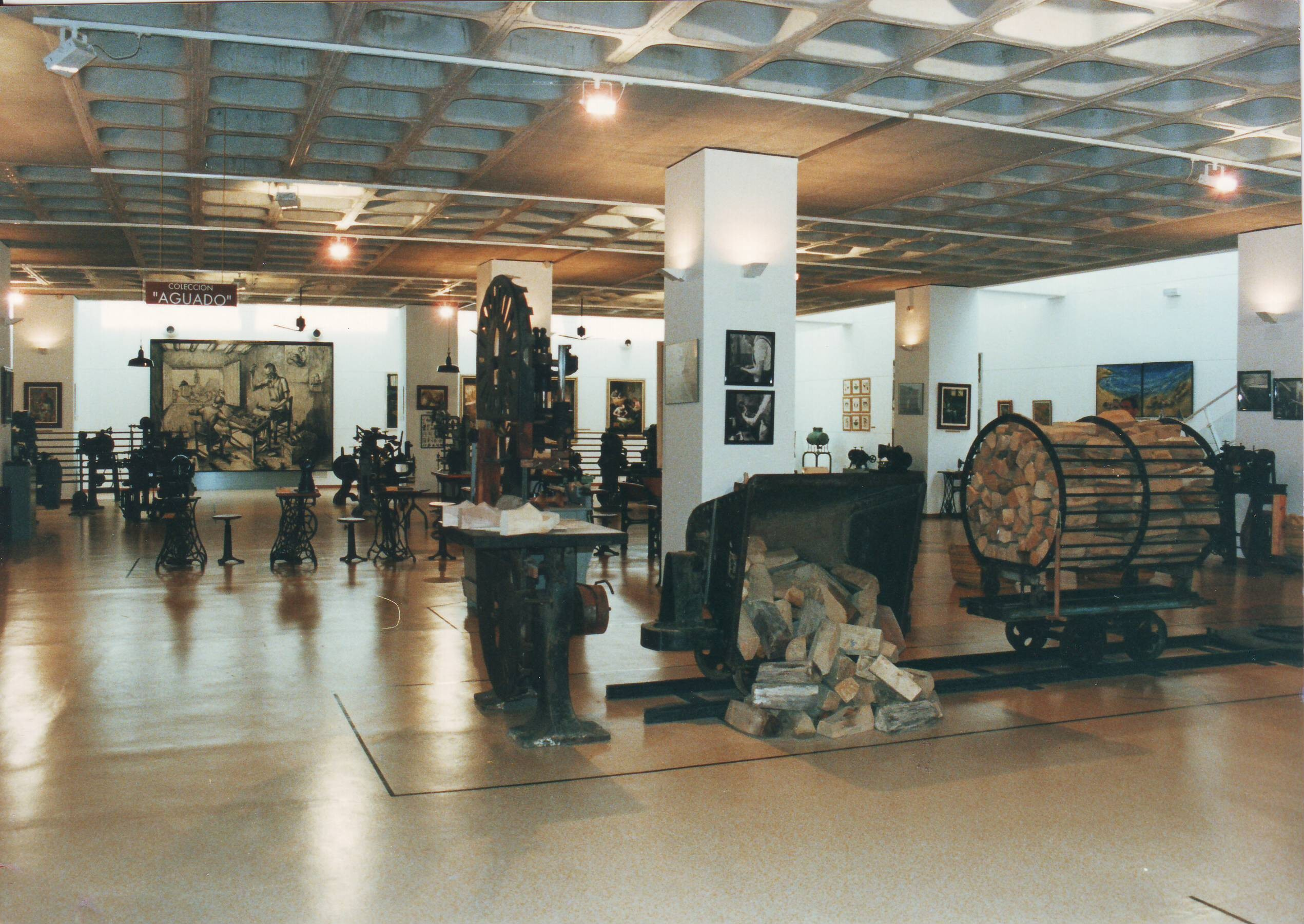
Sala de maquinaria de fabricación de calzado y colección mecánico-manual de hormas Aguado

- Sala segunda: se exponen diplomas y galardones relacionados con el calzado. En esta sala se encuentra la biblioteca del museo con amplias colecciones de libros, revistas y una completa hemeroteca.
- Sala tercera, titulada "El zapato": Se exponen varias colecciones de zapatos: "Historia de la Humanidad"; "Calzados con Historia" que pertenecen a famosos de la cultura, el arte o el deporte, entre otros; "Calzado autóctono"; "Calzados y deporte"; "Calzados joyas"; "Calzados en la antigüedad"; "Grandes diseñadores", y una serie de fotografías de Personajes de la Historia de la Industria del calzado. En esta Sala se presentan las herramientas empleadas por los antiguos zapateros.
- Sala cuarta: Se exponen los zapatos premiados en los Concursos de Lápiz de Oro, Nacional de Artesanía en el calzado y otros más antiguos. La colección "Julio Vibot". Miniaturas. Zapatos de importantes artesanos, destacando la obra de Pedro Lozano. Zapatos para máscaras y otras colecciones.

En todas las salas se exponen pinturas, grabados y dibujos relacionados con el calzado, realizados por artistas que han desarrollado su trabajo en torno al calzado.

### Colecciones
El Museo cuenta con las siguientes colecciones:
- "Zapatos con Historia", con zapatos de personajes célebres de la vida artística, cultural y deportiva: Juan Carlos I de España, Sofía de Grecia, Antonio Gala, Alfredo Kraus, Concha Velasco, Severiano Ballesteros, Paco Rabal, Lina Morgan, Lola Herrera, etc.. Destaca el par de zapatos con calzas que usó Juan XXIII el día de su coronación y proclamación como papa de la Iglesia católica en la plaza de San Pedro de la Ciudad del Vaticano.
- "El Diseño en el Calzado" con zapatos diseñados y creados por Roger Vivier, Salvatore Ferragamo, Paco Rabanne, etc.
- "La Historia de la Humanidad a través del Calzado" con reproducciones de zapatos que correspondientes a distintas épocas de la historia.
- "Calzado Autóctono", con muestras de calzados típicos procedentes de todo el mundo.
- "Calzado Antiguo", con muestras de los últimos siglos hasta nuestros días, en la que se aprecia el cambio de las tendencias y la moda.
- "Colecciones que fueron joyas", con una amplia muestra de zapatos cuya complejidad, o riquezas de materiales empleados, lo sitúan en un nivel de auténticas joyas artesanalmente realizadas.
- "Calzado y deporte", con una colección de calzados empleados en la práctica del deporte en otras épocas.

Este museo dispone también de biblioteca sobre el sector zapatero, con gran cantidad de trabajos inéditos, fruto de tesis doctorales sobre el calzado y su industria, que es frecuentemente visitada por estudiantes y profesionales.

### Actividades del museo
El museo además de contener unas importantes colecciones, realiza múltiples actividades de apoyo a la industria y al sector zapatero, también para fomentar la cultura del calzado. Entre las más importantes destacan:
- El premio periodístico "Luis García Berlanga", con carácter internacional y que tiene por objeto la difusión del calzado femenino en cualquiera de sus formas.
- El Premio a la mujer mejor calzada de España que se convoca cada año y cuya finalidad es la de potenciar el zapato femenino en la figura de una mujer que, además de ser apasionada del zapato, lo calce con elegancia y estilo.
- La revista CALZARTE que se edita por la Fundación y que recoge los aspectos más importantes del calzado y del Museo.
- Los concursos "Calzapinta" y "Calzacuenta" para escolares y que tratan de fomentar la creatividad sobre el calzado, a través de dibujos o pinturas y redacciones que aporten valores al calzado, desde la perspectiva de un niño.
- La Semana de la Artesanía, en cuyo periodo se realizan muestras, conferencias y actividades varias para potenciar el calzado, culminando con un homenaje a los trabajadores que representaron las distintas fases del trabajo en el calzado.

### Curso de zapatero artesano y a medida
Cada año se ponen en marcha unos cursos, con horario de prácticas, para formar a personas en el oficio de zapatero manual (artesano) y a medida, también para hacer zapatos a personas con malformaciones en los pies. A estos cursos acuden aprendices a los que se les da una formación práctica muy útil para que el oficio artesano no quede perdido por la influencia de las tecnologías.

### Exposiciones
El museo del Calzado realiza un gran número de exposiciones para mostrar sus fondos, en diferentes lugares. Las exposiciones que realiza de forma temporal en alguna de sus salas, presentan colecciones de zapatos sobre diferentes temáticas: deporte, historia, artesanía, diseño etc.; también realiza exposiciones itinerantes en diferentes lugares de la geografía española y en ferias del calzado (Modacalzado) y de la industria auxiliar (Futurmoda), además realiza muestras en centros culturales y otros lugares para dar a conocer la "cultura del calzado". Las salas del Museo se habilitan, en algunas ocasiones, para presentaciones de tendencias del sector zapatero, para conferencias sobre temas relacionados con el calzado y su industria o para artistas o colectivos que desean mostrar sus trabajos que están relacionados con el zapato.

### Publicaciones
En la biblioteca se pueden encontrar múltiples trabajos sobre el sector realizados por diversos autores. Por tratarse de ejemplares únicos, se emplean como volúmenes o tratados de consulta.
El Museo del Calzado cuenta con una serie de libros y CD sobre la industria del Calzado, su tecnología; confección manual y ortopédica de calzado para pies con deformaciones y malformaciones; la historia de las Ferias Internacionales del Calzado, así como la historia del propio museo. Estos ejemplares se han realizado con la participación de la institución, bien como productora, editora o colaboradora.
- "Tecnología del Calzado" Ediciones: primera edición 1975; 1999[35]
- "Calzado Artesano y Ortopédico" Autor: José María Amat Amer. 1999.[35]
- Vídeo en CD sobre la fabricación manual de calzado[36]
- "La FICIA. Un gran esfuerzo colectivo" [37]
- "El Zapato. 50 siglos de historia a nuestros pies"[38]
- "La Industria del Calzado en la Comunidad Valenciana"[39]
- "La Industria del Calzado en la Comunitat Valenciana. La piel y principales materias primas"[40]
- "Museo del Calzado. Orígenes y consolidación (1986 - 2005)" [41]
- "Zapatos". Editado por la Fundación Ágatha Ruiz de la Prada[42]
- "Industria del Calzado Eldense. Tres momentos clave". Autor: José María Amat Amer. Editado por la Fundación Museo del Calzado[43]
- "Museo del Calzado. José María Amat Amer". Editado por la Fundación Museo del Calzado. 2022[44]
- "Tecnología del Calzado. El Zapato: Tecnología, Arte e Historia". Autor José María Amat Amer. Editado por Ingeniería Amat y Maestre S.L. 2023.[45]
- "Más que Zapatos. Zapatos que dejan huella". Autora: Teresa Jover. Editado por Fundación Museo del Calzado. 2023. [46]

### Reconocimientos
- "Marca ´Q` de Calidad Turística", otorgada por el Instituto para la Calidad Turística Española (ICTE), sobre la base de las importantes colecciones que custodia y las actividades que realiza, destacando entre ellas «El Premio a la Mujer Mejor Calzada de España»[47]